# St. Elisabethen-Klinikum Ravensburg

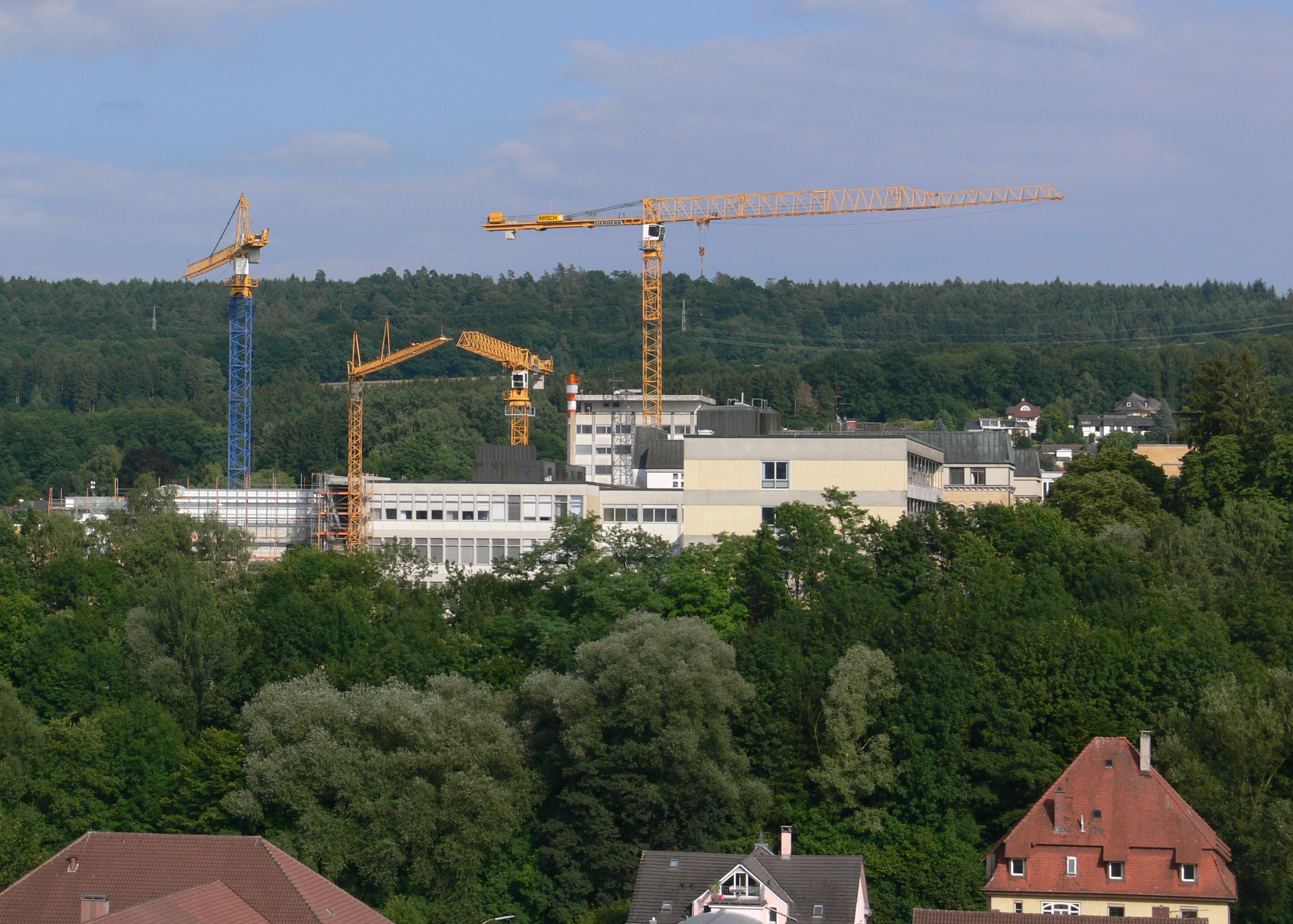
Krankenhaus St. Elisabeth, 2010

Das St. Elisabethen-Klinikum in Ravensburg ist ein Krankenhaus der Zentralversorgung in Ravensburg und Teil der Oberschwabenklinik. Die Klinik mit 520 Patienten-Betten ist ein überregionaler und zertifizierter Schlaganfall-Schwerpunkt sowie zertifiziertes Brust-, Gefäß- und Darmzentrum. Einen perinatalen Schwerpunkt bildet das Kinderkrankenhaus St. Nikolaus, das der Klinik angeschlossen ist. Daneben stellt das Elisabethenkrankenhaus ein Akademisches Lehrkrankenhaus der Universität Ulm dar.

## Namensherkunft
Namenspatronin für das Klinikum ist die Heilige Elisabeth von Thüringen (1207–1231).

## Geschichte
Vorläufer des Krankenhauses war das Krankenhaus St. Josef in der Ravensburger Roßbachstraße aus dem Jahr 1885. 1897 begannen die Planungen für ein neues Krankenhaus am heutigen Standort. Am 1. Juli 1901 wurde das von den Franziskanerinnen von Reute geführte, 60 Betten umfassende Krankenhaus St. Elisabeth eröffnet. 1904 bekam das Krankenhaus eine elektrische betriebene Licht- und Aufzuganlage, 1905 eine Infektionsabteilung und Desinfektionsanlage. Während des Ersten Weltkriegs war das Krankenhaus Reservelazarett, aber auch weiterhin auch für die Zivilbevölkerung zuständig.
1924 wurde eine Krankenpflegeschule gegründet und die Anzahl der Betten auf 170 erweitert. 1932 erfolgte die Erweiterung um den Ostflügel, wodurch die Bettenzahl auf 300 stieg. Im Zweiten Weltkrieg war das St. Elisabeth erneut Lazarett, in dieser Zeit wurde die Zivilbevölkerung wieder im St. Josef versorgt. Zwischen 1945 und 1954 war das Haus durch die Französische Besatzungsmacht beschlagnahmt. Die Verlegung des Kinderkrankenhauses St. Nikolaus aus der Ravensburger Kapuzinerstraße fand 1958 statt. In den 1960er Jahren erfolgten zahlreiche Erweiterungen des Krankenhauses, darunter ein Personalwohnheim 1964 und 1969 ein Behandlungsbau sowie Bettenhaus.
Mit dem Jahr 1977 wurde aus dem Krankenhaus ein Akademisches Lehrkrankenhaus der Universität Ulm. 1981 wurde das Klinikum zu einem Haus der Zentralversorgung erweitert. 1983 entstand am Klinikum der erste onkologische Schwerpunkt des Landes Baden-Württemberg. 1984 wurde ein weiterer Bettenbau bezogen und mit ihm eine 24 Betten umfassende Intensivstation. Insgesamt standen mit dem St. Nikolaus nun 656 Betten zur Verfügung. Weitere Erweiterungsbaumaßnahmen fanden zwischen 1986 und 1995 statt. Zum 1. Januar 1997 wurde die Oberschwabenklinik (gGmbH) gegründet und das St. Elisabeth ein Teil der Gesellschaft.
Zertifizierungen erfolgten im Jahr 2000 für den Schlaganfall-Schwerpunkt, 2004 für das Brustzentrum, 2005 für das Gefäßzentrum und 2009 für das Darmzentrum. 2005 zog sich die Kirche als Träger der Oberschwabenklinik-Gesellschaft zurück, woraufhin nur noch Stadt und Landkreis Ravensburg Anteile hielten. Seit dem Jahr 2009 finden am Klinikum große Sanierungs- und Neubaumaßnahmen statt, deren Dauer bis ins Jahr 2017 geplant ist. Die Kosten hierfür sollen 263 Millionen Euro betragen. Damit ist der Neubau des Klinikums die teuerste Baumaßnahme in der Geschichte des Landkreises. Der erste Bauabschnitt wurde im Jahr 2013 beendet. Am 21. Januar 2013 wurde das neue, 360 Betten umfassende Bettenhaus offiziell mit Arbeits- und Sozialministerin Katrin Altpeter eingeweiht. In dem Bettenhaus befinden sich unter anderem zehn Stationen auf fünf Stockwerken und eine Krankenhauskapelle. Die bisherigen Baumaßnahmen kosteten 131 Millionen Euro, von denen der Landkreis 115 Millionen Euro, das Land Baden-Württemberg 51 Millionen Euro und die Oberschwabenklinik gGmbh 16 Millionen Euro trugen. Am 24. Februar 2013 fand ein Tag der offenen Tür statt, den ungefähr 15.000 Menschen besuchten.
Im Jahr 2024 verschenkte die Stadt Ravensburg ihre hoch defizitären Anteile am Krankenhaus und der OSK. Im letzten Jahr machte der Krankenhausverbund, einen Verlust von fast 32 Millionen Euro. Schuld sei eine verfehlte Krankenhauspolitik, so die Geschäftsleitung.

## Abteilungen
Das Krankenhaus St. Elisabeth verfügt über 500 Betten. 2008 waren am Krankenhaus 202 Ärzte und 492 Pflegekräfte beschäftigt. 2009 wurden 23.354 Patienten am Klinikum behandelt.
Am St. Elisabeth sind folgende medizinischen Fachabteilungen vertreten:
| - Anästhesie, Intensiv-, Notfall- und Schmerzmedizin - Allgemein- und Viszeralchirurgie - Gefäß-, Endovascular- und Thoraxchirurgie - Gynäkologie und Geburtshilfe - Handchirurgie - Hals-Nasen-Ohren-Heilkunde - Innere Medizin - Mund-, Kiefer- und Gesichtschirurgie - Kardiologie und internistische Intensivmedizin - Kinder- und Jugendmedizin | - Neurochirurgie - Neurologie - Diagnostische und Interventionelle Neuroradiologie - Unfallchirurgie und Orthopädie - Plastische und ästhetische Chirurgie - Radiologie und Nuklearmedizin - Radioonkologie/ Strahlentherapie - Urologie |